# Старокамкинское сельское поселение
Старокамкинское се́льское поселе́ние — муниципальное образование в Алькеевском районе Татарстана Российской Федерации.
Административный центр — село Старое Камкино.

## География
Расположено на востоке района. Граничит со Староалпаровским, Новоургагарским, Нижнеалькеевским, Борискинским сельскими поселениями и Нурлатским районом.
Крупнейшие реки — Малый Черемшан (имеет статус памятника природы регионального значения в республике) и его приток Маляша.
Проходит автодорога Билярск – Чувашский Брод, есть подъездная дорога к с. Старое Камкино (от автодороги 16К-0248 "Базарные Матаки – Мамыково").

## История
Статус и границы сельского поселения установлены Законом Республики Татарстан от 31 января 2005 года № 10-ЗРТ «Об установлении границ территорий и статусе муниципального образования "Алькеевский муниципальный район" и муниципальных образований в его составе».

## Население
| 2010 | 2011 | 2012 | 2013 | 2014 | 2015 | 2016 |
| ---- | ---- | ---- | ---- | ---- | ---- | ---- |
| 453  | ↘451 | ↘445 | ↘432 | ↘405 | ↘400 | ↘393 |
| 2017 | 2018 |      |      |      |      |      |
| ↘377 | ↘367 |      |      |      |      |      |

## Состав сельского поселения
| № | Населённый пункт | Тип населённого пункта       | Население (2010) |
| - | ---------------- | ---------------------------- | ---------------- |
| 1 | Карамалы         | село                         | 204              |
| 2 | Новое Камкино    | деревня                      | 235              |
| 3 | Русский Студенец | деревня                      | 0                |
| 4 | Старое Камкино   | село, административный центр | 14               |